# 6 Dywizjon Kawalerii
6 Dywizjon Kawalerii – jednostka rozpoznawcza Polskich Sił Zbrojnych w ZSRR.
6 Dywizjon Kawalerii był formowany od początku września 1941 roku w Tockoje. Wchodził w skład 6 Lwowskiej Dywizji Piechoty. Dywizjon miał liczyć 11 oficerów i 310 szeregowych. Nie posiadał jednak koni ani uzbrojenia. 12 listopada 1941 roku zaczęto formowanie 3 szwadronu, co miało ścisły związek z planami przeorganizowania dywizjonu w 1 pułk ułanów Krechowieckich. Według „Kroniki” w składzie dywizjonu znajdowały się również dwa plutony zwiadowców konnych. 16 stycznia 1942 roku rozkazem dowódcy Polskich Sił Zbrojnych w ZSRS L.dz.650/Org.Tj./42 z 6 i 7 dywizjonu kawalerii oraz pułku kawalerii 5 DP (5 dywizjonu kawalerii) powstał 1 Pułk Ułanów Krechowieckich (PSZ)
.

## Organizacja i obsada personalna dywizjonu
- dowódca dywizjonu – rtm. Witold Uklański „krechowiak”
- adiutant – ppor. rez. kaw. Zygmunt Dzierżewicz z 1 puł.
- dowódca 1 szwadronu – por. Jerzy Roszkowski z 5 puł.
- dowódca 2 szwadronu – por. Zygmunt Barcicki z 13 puł.
- dowódca 3 szwadronu – rtm. Kazimierz Garbacki „krechowiak”, we wrześniu 1939 roku dowódca szwadronu w 101 puł.
- dowódca plutonu ckm - ppor. Jarosław Salmonowicz z 16 puł.